# 공동 개발 및 배포 허가서
공동 개발 및 배포 허가서(Common Development and Distribution License, CDDL)는 썬 마이크로시스템즈에서 만든 소프트웨어 계약서다. 모질라 공용 허가서에서 파생되었으며 GNU 일반 공중 사용 허가서와는 호환이 되지 않는다.